# アントン・デルモタ
アントン・デルモタ（Anton Dermota、1910年1月4日 - 1989年6月22日）は、オーストリアで活躍したテノール歌手。「アントン・デルモータ」と表記されることもある。

## 略歴
オーストリア＝ハンガリー帝国領クロパ（現スロベニア領）で生まれる。
リュブリャナ音楽院で作曲とオルガンを学び、1934年にウィーンに留学してマリー・ラドーの下で声楽を学んだ。同年クルジュでデビューを飾り、1936年にウィーン国立歌劇場でモーツァルトの《魔笛》の武者役で登場して同歌劇場と契約を結んだ。翌年のヴェルディの《椿姫》ではアルフレート役で当たりを取り、同年のザルツブルク音楽祭ではトスカニーニの棒の下でワーグナーの《ニュルンベルクのマイスタージンガー》の舞台に出演している。
1946年にはウィーンから宮廷歌手の称号を与えられ、1980年頃までウィーンを中心に活躍した。1966年からはウィーン音楽大学で教鞭をとる。1989年6月22日にウィーンにて没した。